# Лужани (Оріоваць)
Лужани (хорв. Lužani) — населений пункт у Хорватії, у Бродсько-Посавській жупанії у складі громади Оріоваць.

## Населення
Населення за даними перепису 2011 року становило 1058 осіб.
Динаміка чисельності населення поселення:

## Клімат
Середня річна температура становить 11,29 °C, середня максимальна – 26,16 °C, а середня мінімальна – -6,28 °C. Середня річна кількість опадів – 829 мм.
| Клімат поселення                              | Клімат поселення | Клімат поселення | Клімат поселення | Клімат поселення | Клімат поселення | Клімат поселення | Клімат поселення | Клімат поселення | Клімат поселення | Клімат поселення | Клімат поселення | Клімат поселення | Клімат поселення |
| Показник                                      | Січ.             | Лют.             | Бер.             | Квіт.            | Трав.            | Черв.            | Лип.             | Серп.            | Вер.             | Жовт.            | Лист.            | Груд.            |                  |
| Середній максимум, °C                         | 6,36             | 8,68             | 13,27            | 17,88            | 23,07            | 26,16            | 25,89            | 25,02            | 21,02            | 15,74            | 9,99             | 5,86             |                  |
| Середня температура, °C                       | 0,03             | 2,36             | 6,94             | 11,57            | 16,78            | 19,82            | 21,64            | 20,78            | 16,77            | 11,49            | 5,70             | 1,60             |                  |
| Середній мінімум, °C                          | −6,28            | −3,96            | 0,63             | 5,25             | 10,45            | 13,50            | 17,39            | 16,50            | 12,50            | 7,22             | 1,48             | −2,66            |                  |
| Норма опадів, мм                              | 53               | 51               | 53               | 65               | 76               | 98               | 74               | 70               | 62               | 76               | 83               | 68               |                  |
| Середньомісячна швидкість вітру, м/с          | 1.67             | 1.91             | 2.22             | 2.20             | 1.97             | 1.80             | 1.80             | 1.60             | 1.60             | 1.60             | 1.67             | 1.70             |                  |
| Середньомісячна сонячна радіація, кДж/м²·день | 4315             | 7065             | 10932            | 15360            | 19424            | 21509            | 22506            | 20460            | 14917            | 9188             | 4903             | 3584             |                  |
| --------------------------------------------- | ---------------- | ---------------- | ---------------- | ---------------- | ---------------- | ---------------- | ---------------- | ---------------- | ---------------- | ---------------- | ---------------- | ---------------- | ---------------- |
| Джерело:                                      |                  |                  |                  |                  |                  |                  |                  |                  |                  |                  |                  |                  |                  |